# Binibining Pilipinas 2023
Binibining Pilipinas 2023 fue la 59.ª edición del Binibining Pilipinas. Se llevó a cabo el 28 de mayo de 2023 en el Coliseo Smart Araneta en Ciudad Quezon, Gran Manila, Filipinas.
Al final del evento, Nicole Borromeo coronó a Angelica Lopez de Palawan como Binibining Pilipinas Internacional 2023 y Chelsea Fernendez coronó a Annalena Valencia Lakrini de Bataán como Binibining Pilipinas Globe 2023. La primera finalista fue Katrina Anne Johnson de Dávao del Sur, y la segunda finalista fue Reign Parani de Heneral Trias, Cavite. Sólo se otorgaron dos títulos en esta edición luego de que Binibining Pilipinas Charities, Inc. renunciara a la franquicia de Miss Grand Internacional y Miss Intercontinental.
ABS-CBN transmitió la noche de coronación a través de Kapamilya Channel y el canal de señal abierta A2Z. El concurso se transmitió simultáneamente en Metro Channel de ABS-CBN y en vivo en iWantTFC y YouTube. La competencia fue conducida por Catriona Gray, Nicole Cordoves y Mary Jean Lastimosa. En esta edición actuaron Vice Ganda y Darren Espanto.

## El concurso

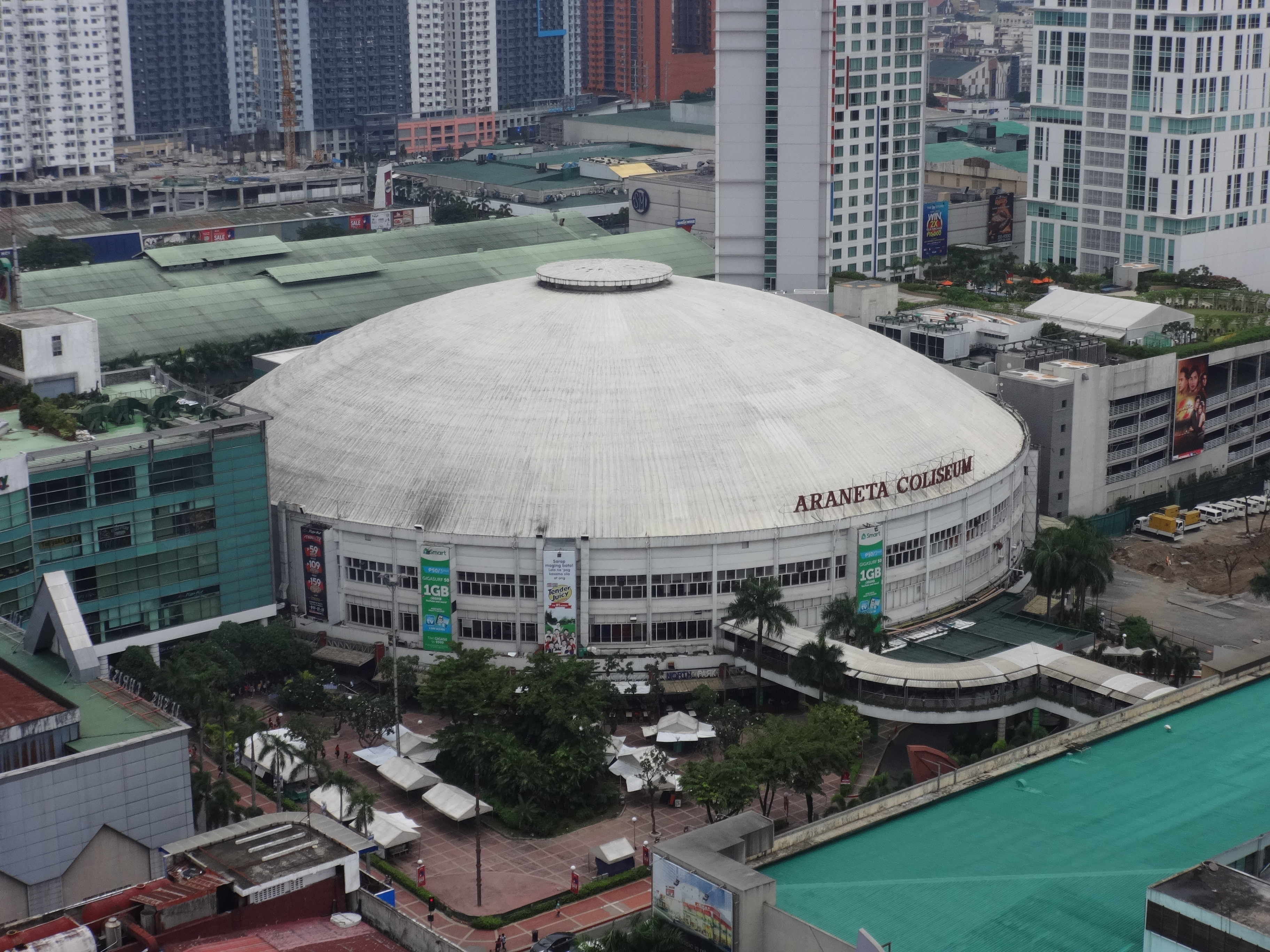
Coliseo Smart Araneta, recinto sede del Binibining Pilipinas 2023

### Selección de candidatas
El 6 de enero de 2023, la organización lanzó su búsqueda del próximo grupo de filipinas que representarán al país en diferentes certámenes internacionales. La fecha límite para presentar las solicitudes fue el 31 de enero de 2023. La proyección final y selección de las candidatas oficiales se realizó el 6 de febrero de 2023.

### Formato
Se han implementado varios cambios en esta edición. El número de semifinalistas se ha reducido a once frente a las doce del año pasado. Los resultados de la competencia preliminar y la entrevista a puerta cerrada determinaron la selección de las once semifinalistas. Las once semifinalistas participaron en el concurso de trajes de baño y de traje de noche. En la parte de preguntas y respuestas también participaron las once semifinalistas, y posteriormente se dieron a conocer las dos ganadoras y las dos finalistas.

### Comité de selección
Como miembros del panel del jurado de Binibining Pilipinas 2023 estuvieron los siguientes:
- Hidilyn Diaz - medallista de oro olímpica
- William Vincent Araneta Marcos - ingeniero de software e hijo menor del presidente filipino, Bongbong Marcos
- Jasmin Selberg - Miss Internacional 2022 de Alemania
- Peter Zwiener - presidente y cofundador de Wolfgang's Steakhouse
- Hon. Honey Lacuna-Pangan - primera mujer alcalde de la ciudad de Manila y presidenta del panel del jurado
- Piolo Pascual - actor
- Small Laude - personalidad de las redes sociales, creadora de contenido y empresaria
- Anton San Diego - editor en jefe de Philippine Tatler
- Dolly de Leon - actriz y primera actriz filipina nominado en los BAFTA y Premios Globos de Oro
- Josh Cullen - cantante, rapero y miembro de la banda de chicos SB19

## Resultados

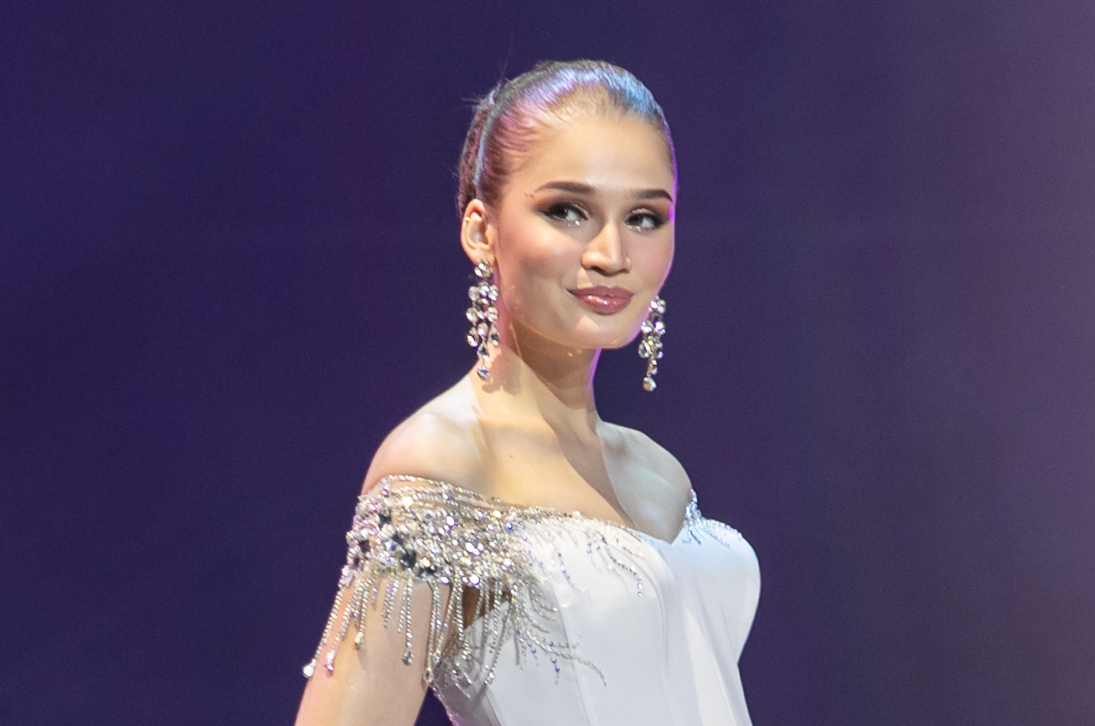
Anna Lakrini, Binibining Pilipinas Globe 2023

### Posiciones
| Posición                                | Candidata | Concurso internacional                  |
| --------------------------------------- | --- | --------------------------------------- |
| Binibining Pilipinas Internacional 2023 | - Bb. #6 Palawan - Angelica Lopez | Por competir - Miss Internacional 2024  |
| Binibining Pilipinas Globe 2023         | - Bb. #24 Bataán - Anna Lakrini | Segunda finalista - The Miss Globe 2023 |
| Primera finalista                       | - Bb. #33 Dávao del Sur - Katrina Anne Johnson |                                         |
| Segunda finalista                       | - Bb. #16 Heneral Trias, Cavite - Reign Parani |                                         |
| Top 11                                  | - Bb. #11 Nueva Ecija - Kiaragiel Gregorio - Bb. #14 Albáy - Isabelle Bilasano - Bb. #15 Aclán - Jessilen Salvador - Bb. #29 Laguna - Trisha Martinez - Bb. #36 Hermosa, Bataán - Mary Chiles Balana - Bb. #38 Dinalupihan, Bataán - Leah Macapagal - Bb. #39 Bulacán - Loraine Jara § |                                         |

§ - Ganadora del Bingo Plus fan-vote

### Premios especiales
| Premio                               | Candidata                                      |
| ------------------------------------ | ---------------------------------------------- |
| Rostro de Binibini (Miss Fotogénica) | - Bb. #19 Cápiz - Julia Mae Mendoza            |
| Bb. Amistad                          | - Bb. #36 Hermosa, Bataán - Mary Chiles Balana |
| Mejor en Talento                     | - Bb. #40 Catanduanes - Candy Völlinger        |
| Mejor en Traje Nacional              | - Bb. #14 Albáy - Isabelle Bilasano            |
| Mejor en Traje de Baño               | - Bb. #24 Bataán - Anna Valencia Lakrini       |
| Mejor en Traje de Noche              | - Bb. #29 Laguna - Trisha Martinez             |
| Bb. Bingo Plus                       | - Bb. #39 Bulacán - Lorraine Jara              |
| Bb. Pizza Hut                        | - Bb. #31 Cagayán de Oro - April Barro         |
| Bb. Philippine Airlines              | - Bb. #29 Laguna - Trisha Martinez             |
| Jag Denim Queen                      | - Bb. #24 Bataán - Anna Valencia Lakrini       |
| Bb. Ever Bilena                      | - Bb. #29 Laguna - Trisha Martinez             |
| Manila Bulletin Readers' Choice      | - Bb. #32 Pásig - Sharmaine Magdasoc           |
| Miss Blanc Beauté                    | - Bb. #24 Bataán - Anna Valencia Lakrini       |

## Candidatas
40 candidatas compitieron por los títulos:
| N.º | Ciudad/Provincia               | Candidata                 | Edad |
| --- | ------------------------------ | ------------------------- | ---- |
| 1   | Ciudad Quezon                  | Juvel Cyrene Bea          | 27   |
| 2   | Zambales                       | Elaiza Dee Alzona         | 26   |
| 3   | Pampanga                       | Lyra Guina Punsalan       | 22   |
| 4   | Ciudad de Naga, Bicolandia     | Paulina Marie Labayo      | 26   |
| 5   | Ciudad de Palayán, Nueva Écija | Gianna Llanes             | 28   |
| 6   | Palawan                        | Angelica Danao Lopez      | 22   |
| 7   | Parañaque                      | Allhia Charmaine Estores  | 27   |
| 8   | Ángeles                        | Mirjan Hipolito           | 26   |
| 9   | Tacloban                       | Babyerna Liong            | 26   |
| 10  | Urdaneta, Pangasinan           | Rasha Cortez Al Enzi      | 24   |
| 11  | Cabanatúan, Nueva Écija        | Kiaragiel Gregorio        | 26   |
| 12  | Santolan, Pásig                | Xena Ramos                | 26   |
| 13  | Mindoro Oriental               | Samantha Dana Bug-os      | 24   |
| 14  | Albáy                          | Jeanne Isabelle Bilasano  | 25   |
| 15  | Aclán                          | Jessilen Salvador         | 25   |
| 16  | General Trias, Cavite          | Atasha Reign Parani       | 19   |
| 17  | Ciudad de Iloílo               | Tracy Lois Bedua          | 25   |
| 18  | Morong, Bataán                 | Andrea Marie Sulangi      | 27   |
| 19  | Roxas, Capiz                   | Julia Mae Mendoza         | 27   |
| 20  | Cavite                         | Julianne Rose Reyes       | 19   |
| 21  | Batangas                       | Paola Allison Araño       | 23   |
| 22  | Provincia de Quezon            | Anje Mae Manipol          | 26   |
| 23  | Manila                         | Zoe Bernardo Santiago     | 26   |
| 24  | Bataán                         | Annalena Valencia Lakrini | 25   |
| 25  | Caloocan                       | Yesley Cabanos            | 25   |
| 26  | Camarines Sur                  | Rheema Adakkoden          | 22   |
| 27  | Provincia de Tarlac            | Zeah Nestle Pala          | 23   |
| 28  | Ciudad de Tarlac               | Katrina Mae Fallorin Sese | 26   |
| 29  | Laguna                         | Trisha Martinez           | 25   |
| 30  | General Luna, Quezon           | Charismae Almarez         | 25   |
| 31  | Cagayán de Oro                 | April Angelu Barro        | 25   |
| 32  | Ortigas, Pásig                 | Sharmaine Magdasoc        | 27   |
| 33  | Dávao del Sur                  | Katrina Anne Johnson      | 25   |
| 34  | Provincia de Cebú              | Mary Joy Dacoron          | 27   |
| 35  | Provincia de Rizal             | Sofia Lopez Galve         | 25   |
| 36  | Hermosa, Bataán                | Mary Chiles Balana        | 25   |
| 37  | Misamis Occidental             | Pia Isabel Duloguin       | 23   |
| 38  | Dinalupihan, Bataán            | Lea Macapagal             | 26   |
| 39  | Bulacán                        | Loraine Jara              | 25   |
| 40  | Catanduanes                    | Candy Marilyn Völlinger   | 28   |